# Alfred Sköldberg
Johan Alfred Sköldberg, född 26 juli 1888 i Smedjebacken, Kopparbergs län, död 4 september 1946 i Bromma, var en svensk målare, tecknare och kammarskrivare vid Generaltullstyrelsen.
Han var son till fabrikören Johan August Sköldberg. Om Sköldbergs utbildning är uppgifterna knapphändiga men man vet att han från 1929 var medlem i Svenska konstnärernas förening. Han medverkade under 1920- och 1930-talen i ett stort antal utställningar. Han var bland annat representerad vid Tredje utställningen 1916, Februarigruppens utställning 1919, Salongen 1922, Sveriges allmänna konstförenings höstutställning 1926 och Fria gruppens utställning på Liljevalchs konsthall 1929 samt Svenska konstnärernas förenings utställningar i Örebro och Borås. Hans konst består av porträtt, religiösa motiv, figurkompositioner och landskapsskildringar samt motiv efter litterära förlagor. Vid sidan av sitt arbete och eget skapande var han verksam som illustratör. Sköldberg är begravd på Skogskyrkogården i Stockholm.